# 宮城県沖地震 (1978年)

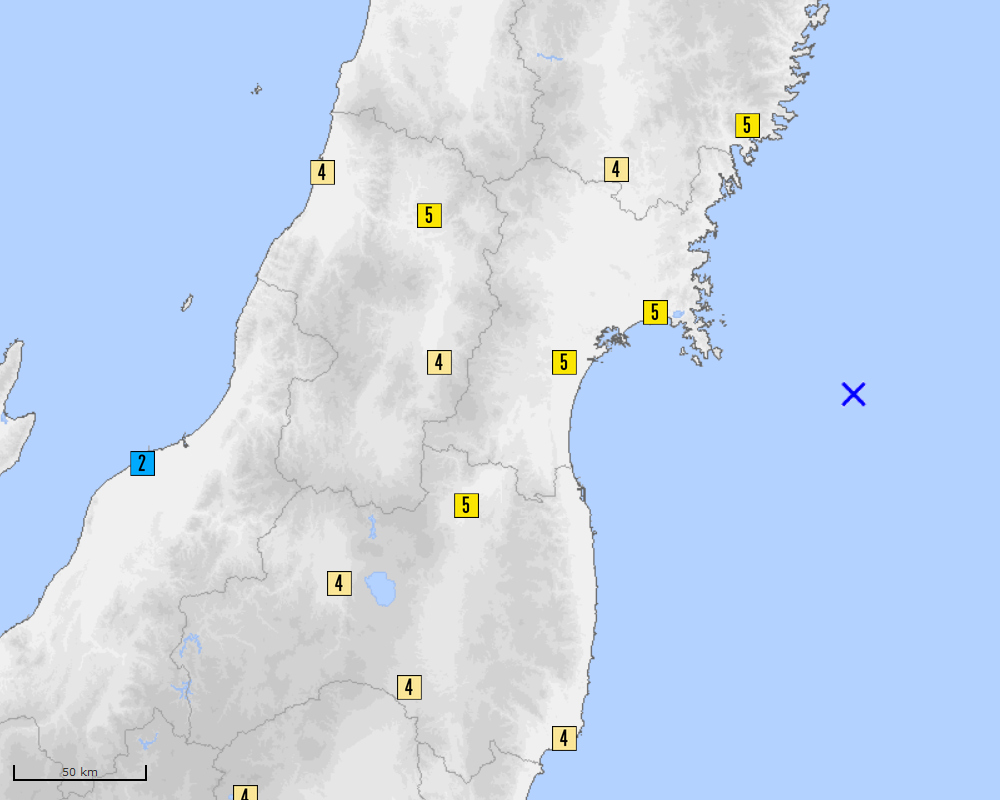
各地域における震度を示した分布図

宮城県沖地震（みやぎけんおきじしん）は、1978年（昭和53年）6月12日（月曜日）の17時14分25秒(JST)に宮城県沖で発生したマグニチュード7.4（Mw7.5）の地震。最大震度は仙台市などで観測した震度5（強震）であり、東京でも震度4（中震）を記録した。平均37.1年の間隔で繰り返し発生していると考えられている宮城県沖地震の一つである。

## 各地の震度
震度4以上の揺れを観測した地点は以下の通り。
| 震度 | 都道府県 | 観測所             |
| 5    |          |                    |
| ---- | -------- | ------------------ |
| 5    | 岩手県   | 大船渡             |
| 5    | 宮城県   | 仙台・石巻         |
| 5    | 山形県   | 新庄               |
| 5    | 福島県   | 福島               |
| 4    | 北海道   | 帯広               |
| 4    | 青森県   | 八戸               |
| 4    | 岩手県   | 盛岡・宮古・一関   |
| 4    | 秋田県   | 秋田・鷹巣         |
| 4    | 山形県   | 酒田・山形         |
| 4    | 福島県   | 白河・小名浜・若松 |
| 4    | 茨城県   | 水戸・八郷         |
| 4    | 栃木県   | 日光・宇都宮       |
| 4    | 群馬県   | 前橋               |
| 4    | 埼玉県   | 熊谷               |
| 4    | 千葉県   | 千葉・銚子・館山   |
| 4    | 東京都   | 東京・大島         |
| 4    | 神奈川県 | 横浜               |

## 加速度
地震の際に、東北大学工学部建設系研究棟の1階並びに9階に併設されたSMAC強震計により、地盤と建物の揺れが計測されている。9階南北成分の最大加速度は1040ガルを記録し、建物上の観測としては当時の世界最大であった。東北大学工学部の研究グループはこの計測値を元に建物の応答や損傷に対する解析を行った。

## 被害
- 死者28名
- 負傷者1325人
- 建物の全半壊7400戸
- 停電70万戸
- 断水7000戸

都市ガス（仙台市ガス局・塩釜ガス・石巻ガス・古川ガス）が13万戸で供給停止となった。仙台市ガス局のガスホルダーが地震で崩壊炎上したためガス供給に支障をきたした、老朽化または手抜き工事だったブロック塀の倒壊、1960年代に造成された新興住宅街（緑ケ丘 (仙台市)など）の地盤崩壊、水田地帯を開発した卸町地区では液状化現象が発生しビルの倒壊や傾斜が見られるなど、宮城県内（特に仙台市）を中心に大きな被害が生じた。仙台市内（旧宮城町・泉市・秋保町（現在の青葉区・泉区・太白区）の区域を含む）の住家の被害は全半壊が4385戸、部分壊が8万6010戸に上る。こと住宅地に於けるブロック塀の倒壊が目立ち、震災での犠牲者のうち18名が倒壊した塀の下敷きに因るものだった。
交通では、国鉄が全面運休となり運行再開に1週間程度かかっている。仙台市営バス・宮城交通バスは地震発生直後に運行を再開していたが、停電により交通信号が機能しなくなったため、警察官による手信号が行われていたが、夕方の帰宅ラッシュとも重なり交通渋滞が激しくなり、道路交通は深夜まで麻痺状態だった。更に登米郡（現登米市）では北上川に架かっている国道346号・錦櫻橋が一部落橋し不通になっている。
この地震では、ライフライン等が停止し都市生活が麻痺した。これは、50万人以上の大都市（当時旧仙台市は人口およそ65万人）が経験した初めての都市型地震災害であるとも言われている。
仙台市では電気・水道・固定電話は8日目までにほぼ復旧を見たもののガスの復旧率が99%を超えたのは地震発生後27日目であった。
6月12日は宮城県では「県民防災の日」とされ、地震に備えた防災訓練がなされる。また、東北放送ラジオでは、毎日夕方17時14分になると「1978年6月12日、宮城県沖地震が発生した時間」であることが冒頭でアナウンスされる地震防災番組が放送されている。

## 法制度への影響
家屋倒壊被害が甚大であったことから、本地震から3年後の1981年に建築基準法の改正及びその施行が行われることともなった。この時の建築基準法改正の要旨は、建築物の耐震基準の強化で「震度5強程度の中規模地震では軽微な損傷、震度6強から7程度の大規模地震でも倒壊は免れる」強さとすることを義務づけたものであった。
ところが、1995年に発生した阪神・淡路大震災で甚大な家屋倒壊被害が発生、2000年に建築基準法のさらなる見直しが行われることとなった。

## マスコミ等の反応
- 東北放送・NHK仙台放送局はラジオで特別番組を編成し、安否情報を放送した。しかしテレビでは大半の番組がほぼ通常通りに放送された。
- NHKでは、17時26分に五波全中で津波警報を実施した[5]。
- その当時在仙の各テレビ局は、カメラ取材を主にフィルム撮影で行っていた。地震の影響で局内にあったフィルム現像機に被害があり、現像が不可能になった経緯からENG (放送)に移行するきっかけになった。